# بانک جاک ممبرز
بانک جاک ممبرز (انگلیسی: JAK Members Bank) شرکت خدمات مالی و بانکداری سوئدی است، که در سال ۱۹۶۵ تأسیس شد.